# Qt Extended
Qt Extended（2008年9月30日前稱Qtopia）是一個軟體平台，主要用於採用嵌入式Linux系統（embedded Linux-based system）的電子手帳或移動電話。Qt Extended的主要用途，在於提供一個跨平台的軟體平台，以便軟體開發者可以為系統提供更多的軟體。Qt Extended是由Nokia的子公司Qt Software（前稱Trolltech）所開發。

## 開發中止
2009年3月3日，Qt Software宣佈Qt Extended不再繼續作為獨立產品而開發，部份功能整合進Qt Framework。OpenMoko以Qt Extended Improved作為它的分支，繼續開發。